# Ја сам убио Балтазара (филм)
Ја сам убио Балтазара је југословенски телевизијски филм из 1968. године. Режирао га је Марио Фанели, а сценарио је писао Мирко Ковач.

## Улоге
| Глумац        | Улога |
| ------------- | ----- |
| Емил Кутијаро |       |
| Тито Строци   |       |
| Иван Шубић    |       |